# 荀姓
荀姓在中国并不是一个常见的姓氏，但也是中国较为古老的姓氏之一。在《百家姓》中排第201位。

## 起源
荀氏起源有多种：
- 出自古荀姓，黄帝有25子，分姓12姓，荀就是12姓之一。

- 出自姬姓，周文王第十七子郇侯封于郇国，春秋时被晋武公所灭，其后代遂以国名“郇”为氏，后去邑旁加草头为荀氏。

- 荀氏为中国春秋时期晋卿家族，在荀林父、荀首兄弟之时，分为中行氏、知氏两家。春秋末期，范氏、中行氏被赵简子联合韩氏、魏氏、知氏所灭；战国初期，知氏又被赵襄子联合韩氏、魏氏所灭。